# Ntlakyapamuk
Ntlakyapamuk (Nhlakapmuh, Thompson, Thompson River Indians; vlastiti naziv NLak.a'pamux, nɬeʔkepmx) je veliko pleme Salishan Indijanaca nastanjeno u unutrašnjosti Britanske Kolumbije u Kanadi u područjima rijeka Thompson i Fraser. Četiri njihove glavne grane (prema Swantonu) Lower i Upper Thompson, Spences Bridge, Upper Fraser dijele se na niz lokalnih bandi. Prema Franzu Boasu Ntlakyapamuki se dijele na 5 glavnih grana: 
1. ‎Nkamtci'nEmuxna ili Lkamtci'nEmux (Teit) na gornjem Thompsonu, ;
2. Cawa'xamuxu u dolini Nicole;
3. NLak·apamux'o'? (pravi NLaka'pamux) kod sastava Thompsona i Frasera;
4. SLaxa'yux na gornjem Fraseru;
5. Uta'mqt, dalje niz Fraser River.

Pleme Nicola koje im danas pripada ostaci su Stuwihamuk Indijanaca s rijeke Nicola. Prema Teitu Upper Thompson, se dijele na 4 bande, to su: Lytton band, Nicola band, Spences Bridge band, i Upper Fraser. Izvorno (1700.) ih je bilo oko 5,000, danas (2005.) 4,719. 
Današnje bande: Boston Bar, Coldwater, Cook's Ferry, Kanaka Bar, Lower Nicola, Lytton, Nicomen, Nooaitch, Oregon Jack Creek, Shackan, Siska, Skuppah i Spuzzum.

## Ime
Sami sebe ovi Indijanci nazivaju nɬeʔkepmx (u izg. NLak.a'pamux) ,dok svoj jezik nazivaju nɬeʔkepmxtʃin. Od bijelaca su dobili popularno ime Thompson, Thompson River ili Thompson River Indians. Po istoj rijeci dobili su i ime Cê'qtamux (c=sh) od Lillooet Indijanaca, kako je oni nazivaju. Isti je slučaj i s imenima Lükatimü'x kod Okanagan i Nko'atamux kod Shuswap Indijanaca. Indijanci Cowichan of Fraser River zovu ih Sema'mila. Za njih je postojao i naziv Knife Indians, koji su im dali ljudi poznate kompanije 'Hudson Bay'.

## Kratka povijest
Thompsoni u kontakt s bijelcima dolaze 1809. kada Simon Fraser prolazi njihovim teritorijem. Godine 1845. posjećuje ih jezuitski misionar o. John Nobili. Do veće provale bijelaca ipak dolazi tek 1858. otkrićem zlata u području Fraser Rivera. Boginje ih pogađaju 1880. danas su naseljeni po malenim rezervatima u Britanskoj Kolumbiji.

## Život i običaji
Thompsoni su jedno od glavnih plemena Salishana srodni susjednim rođacima Sishiatl (Sechelt), Squawmish, Cowichan, Songish, Shuswap, Lillooet i Okanagan. Pleme je živjelo od lova, ribolova i sakupljanja divljeg korijenja i bilja, kao raznih bobica. Napose srnetina i losos glavna su hrana Thompsona. Žene se bave sakupljanjem bobica i kopanjem korijenja. Od pristiglih bijelaca naučili su graditi brvnare. Prije bi provodili zimu u dolinama Thompsona i Frasera u malenim naseljima sastavljenim od par kućica. U proljeće Indijanci odlaze u planinu, pa tamo žene kopaju korijenje, dok im se muževi kroz to vrijeme bave lovom. Ljeti dolaze lososi, Thompsoni tada podižu svoje logore duž tokova rijeka da bi hvatali ribu i pripremali je za zimsku upotrebu. 
Zimske kuće Thompsona su podzemne, prekrivene krovom učinjenim od greda, rogožina i zemlje. Rupe u zemlji su iskopane do dubine oko 1 metar ili preko, i u polumjeru od 5,5 do 9 metara. Četiri ove daske postavljene su na rubu rupe i uspravno iskošene prema njenoj sredini, poduprte kolcima. Vrhovi dasaka pokriveni su s križnim daskama preko kojih su postavljene hasure i sve je to prekriveno zemljom. U ovakve nastambe ulazi se i izlazi iz njih pomoću ljestava postavljenih kroz rupu na krovu. Vatra gori podno ljestava dok su kreveti postavljeni duž zidova.  Ljeti ovi Indijanci žive u šatorima od kore ili rogozi, cirkularnog ili četvrtastog oblika. Kod šatora od rogozi dim vatre slobodno izlazi kroz zidove.
Indijanci na sebi nose odjeću od jelenje kože koja se sastoji od košulje, 'leggings'a (nogavica) i ogrtača. Banda Uta'mqt koristila se i ogrtačima ispletenim od vune planinske koze koje su oni nabavljali od obalnih plemena, gdje ta vrsta koze i živi. Mokasine se također izrađuju od jelenje kože i nose preko čarapa od 'sagebrush'-a.

## Vanjske poveznice
- Ntlakyapamuk Indian Tribe History
- Thompson